# Суперполицейский (фильм)
«Суперполицейский» (итал. Poliziotto superpiù) — комедийный боевик 1980 года.

## Сюжет
Полицейский Дэйв Спид получает задание вручить штраф в индейской резервации, расположенной невдалеке от полигона военных испытаний. Таким образом, случайно Дэйв оказывается там в момент ядерного взрыва. Радиация наделяет его сверхъестественными возможностями. Теперь он может передвигать объекты силой разума, раскрывать самые таинственные преступления и спокойно спрыгнуть вниз с небоскрёба. Его друзья не могут понять причину столь необычных трансформаций… И главное — иногда эти сверхспособности пропадают. В поисках ответа Дэйв выходит на чревовещателя Сильвиуса, который был свидетелем прыжка Дэйва из небоскреба во время полицейской операции, и он подсказал Дэйву закономерность — оказывается, суперсила пропадает, когда Дэйв видит красный цвет. Дэйв рассказывает свою слабость подруге Эвелин (которая совсем не в восторге от того, что ее парень — супермен) и ее дяде — своему старшему напарнику, сержанту Данлопу, он — певице Рози Ля Буш, от которой без ума, а она — боссу мафии Тони Торпедо, который занимается изготовлением фальшивых денег в промышленных масштабах и которому Дэйв успел изрядно насолить.
Мафия устраивает напарникам ловушку — они заманивают на сейнер, являющийся базой производства фальшивых денег, сержанта Данлопа, после чего затапливают сейнер. Тем временем Дэйв, не зная о том, что напарник в беде, спокойно возвращается в город за подкреплением, но подвергается аресту по обвинению в убийстве и приговаривается к смертной казни. Используя слабость Дэйва, мафии удалось удержать его в камере, но в комнаты для казни у них доступа нет. Намечается уже четвёртая казнь (первые три он успешно пережил), и есть вероятность, что мафия всё же доберётся до его слабины…
Однако Спиду удается выкрутиться и в этот раз, он сбегает, после чего спасает сержанта Данлопа, задерживает банду Торпедо и Рози, похитивших его невесту и собирающихся бежать на Кубу. Спид реабилитирован, Данлоп спасен, бандиты арестованы. Фильм оканчивается сценой в церкви — Дэйв женится на Эвелин, покрасившей волосы в красный цвет.

## В ролях
- Теренс Хилл — Дэйв Спид
- Эрнест Боргнайн — Вилли Данлоп
- Джоан Дрю — Рози Лабуш
- Марк Лоуренс — Торпедо
- Джули Гордон — Эвелин
- Саль Борджезе — Парадиз